# Maksymów (powiat tomaszowski)
Maksymów – wieś w Polsce położona w województwie łódzkim, w powiecie tomaszowskim, w gminie Ujazd.
W latach 1975–1998 miejscowość należała administracyjnie do województwa piotrkowskiego.

## Historia
Wieś założono 1 czerwca 1798 r., kiedy to  Maksymilian Olszowski, właściciel dóbr Olszowa i Wólka Krzykowska zawarł kontrakt z kolonistami niemieckimi Heinrichem Fike, Chrystianem Feyferem, Grzegorzem Hercogiem i Gotfrydem Handte, przekazując im część dóbr Wólki Krzykowskiej, gdzie założyli kolonię nazwaną od jego imienia Maksymów (w dokumencie Maximów). W kolejnych latach osiedlili się tam następni koloniści – w 1834 r. mieszkali tam Jan Gesele, Bogumił Pufal, Michał Sibert, Gotfried Ernst i Marcin Sibert. W ten sposób nad rzeką Bieliną (inne nazwy: Pańkówka, Czarna) powstała wieś, którą zaludnili niemieccy koloniści wyznania ewangelicko-augsburskiego. Maksymów należał do parafii ewangelicko-augsburskiej w Tomaszowie Mazowieckim. Inna nazwa wsi widniejąca na mapie z pocz. XIX wieku to: Holendry Olszowskie.
Cezurę w dziejach Maksymowa wyznacza II wojna światowa; w jej konsekwencji demografia i struktura wyznaniowa wsi zmieniła się. Niemieckich, ewangelickich kolonistów zastąpili polscy katolicy, ich sąsiedzi z pobliskich wsi. Po wojnie poniemieckie gospodarstwa (koloniści byli rolnikami) podzielono w myśl reformy rolnej z 1944 roku między Polaków, którzy w ten sposób powiększyli swoje karłowate gospodarstwa lub w ogóle usamodzielnili się gospodarczo.
Przed wojną w Maksymowie żyły m.in. rodziny: Lange, Nickel, Zacharias, Sachs, Rauscher, Shätzke, Sechagen, Schafler, Plantz. Znajdował się tu drewniany dom, który służył jako dom modlitwy. W zachodnim krańcu wsi, na granicy ze wsią Olszowa-Piaski, znajduje się poniemiecki cmentarz - ze starodrzewem, nie zachowały się nagrobki.
Osobliwością Maksymowa była jego etniczna/narodowa i wyznaniowa homogeniczność na tle innych, pobliskich wsi, w których egzystował żywioł niemiecki i polski - były to głównie wsie "mieszane": Stasiolas, Kolonia Ujazd, Łominy.